# Adelges viridana
Adelges viridana är en insektsart som först beskrevs av Cholodkovsky 1896.  I den svenska databasen Dyntaxa används istället namnet Cholodkovskya viridana. Enligt Catalogue of Life ingår Adelges viridana i släktet Adelges och familjen barrlöss, men enligt Dyntaxa är tillhörigheten istället släktet Cholodkovskya och familjen barrlöss. Arten är reproducerande i Sverige. Inga underarter finns listade i Catalogue of Life.